# Tamás Herbály
Tamás Herbály (* 31. August 1996 in Budapest) ist ein ungarischer Fußballspieler.

## Karriere
Herbály begann seine Karriere beim Csepel SC. Im Februar 2013 wechselte er zum Zweitligisten BKV Előre SC. Für Előre kam er bis zum Ende der Saison 2012/13 dreimal in der Nemzeti Bajnokság II zum Einsatz. Zur Saison 2013/14 wechselte er in die Jugend von Újpest Budapest. Im Februar 2014 schloss er sich dem Rákospalotai EAC an, im Januar 2015 zog er zum Veresegyház VSK weiter. Zur Saison 2015/16 kehrte er zu Csepel zurück.
Im Januar 2016 wechselte Herbály nach Deutschland zum sechstklassigen TSV Ilshofen. Für Ilshofen spielte er in einem Jahr insgesamt 19 Mal in der Verbandsliga. Im Januar 2017 wechselte er zum siebtklassigen TSV Crailsheim. Zur Saison 2019/20 schloss er sich dem sechstklassigen TSV Essingen an. Für Essingen erzielte er zehn Tore bei 20 Einsätzen in der Verbandsliga. Zur Saison 2020/21 wechselte er zum fünftklassigen 1. CfR Pforzheim. Pforzheim verließ er allerdings nach zwei Partien im Landespokal schon im August 2020 wieder und er wechselte zum sechstklassigen SV Fellbach. Für Fellbach spielte er elfmal in der Verbandsliga.
Zur Saison 2021/22 wechselte Herbály zum österreichischen Regionalligisten VfB Hohenems. Für Hohenems erzielte er in zwei Jahren in der Regionalliga bzw. der Eliteliga 31 Tore in 59 Einsätzen. Zur Saison 2023/24 wechselte er anschließend zum Zweitligisten Schwarz-Weiß Bregenz. Sein Debüt in der 2. Liga gab er im Juli 2023, als er am ersten Spieltag der Saison 2023/24 gegen den First Vienna FC in der Startelf stand. Beim 2:0-Sieg der Bregenzer erzielte er auch sein erstes Zweitligator. Dies sollte auch sein einziger Treffer bleiben, bis Saisonende kam er zu 18 Zweitligaeinsätzen. Nach der Saison 2023/24 verließ er Bregenz.
Zur Saison 2024/25 wechselte er dann zum Regionalligisten FC Dornbirn 1913.